# Hexatoma schmidiana
Hexatoma schmidiana är en tvåvingeart som beskrevs av Alexander 1957. Hexatoma schmidiana ingår i släktet Hexatoma och familjen småharkrankar. Inga underarter finns listade i Catalogue of Life.